# 竹村 (愛知県)
竹村（たけむら）は、かつて愛知県碧海郡にあった村である。
現在の豊田市の一部（竹町・竹元町・西田町・大林町・住吉町など）に該当する。

## 歴史
- 1889年（明治22年）10月1日 - 竹村、大林村、西田新郷が合併し、竹村が発足。
- 1906年（明治39年）5月1日 - 駒場村、若園村と合併し、高岡村発足。同日竹村は廃止。

## 教育
- 竹村尋常小学校（現・豊田市立竹村小学校）